# 72

## Събития
- Основан е град Наблус в днешните спорни територии по Западния бряг на река Йордан.
- Император Веспасиан започва строежа на Колизеума.

## Родени
- Юлия Балбила, римска аристократка и поетеса

## Починали
- Апостол Тома, един от дванадесетте свети апостоли